# 2009-es wimbledoni teniszbajnokság
A 2009-es wimbledoni teniszbajnokság az év harmadik Grand Slam-tornája, a wimbledoni teniszbajnokság 123. kiadása volt. Az All England Lawn Tennis and Croquet Club füves pályáin rendezték meg, Wimbledonban, London külvárosában. 2009. június 22-én vette kezdetét és július 5-én lett vége.
A férfiak versenyének címvédője, Rafael Nadal térdsérülése miatt visszalépett a tornán való részvételtől. A döntőt végül Roger Federer és Andy Roddick vívta, e meccs minden idők leghosszabb férfi egyes döntője volt játszott game-ek tekintetében (77 játék), a döntő szett rekord 95 percig tartott.
A női mezőny döntőjét az előző évhez hasonlóan ismét a Williams testvérek játszották. A bajnok azonban Serena lett ebben az évben, miután 7–6, 6–2-re legyőzte nővérét, a címvédő Venus Williamset.

## Tető a centerpálya felett

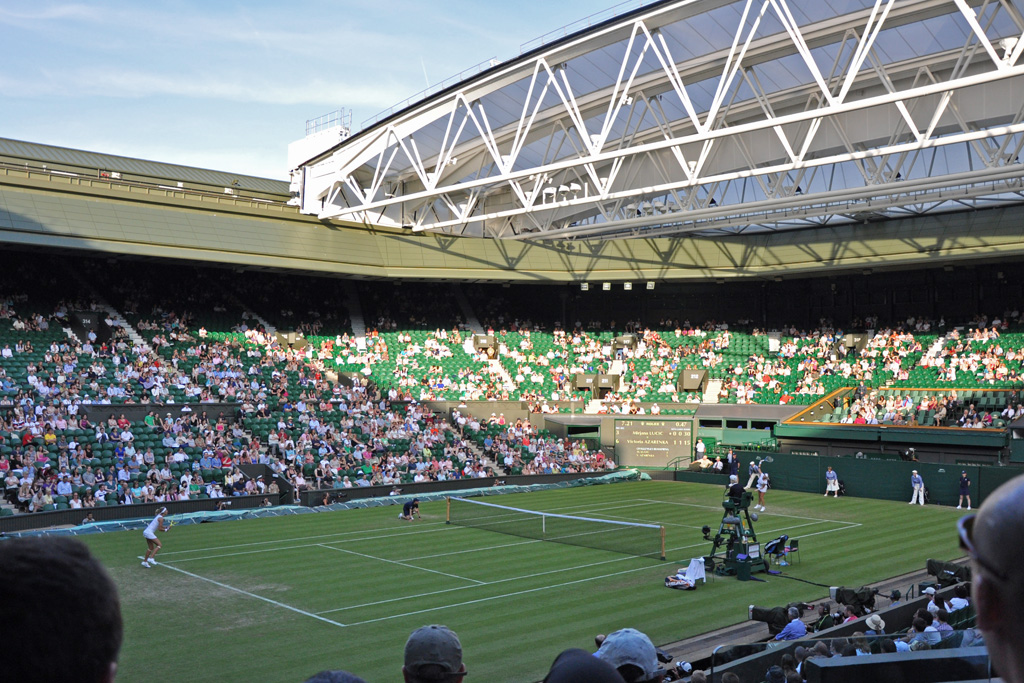
A centerpálya a nyitott tetővel (2010)

Ezen a versenyen állt először rendelkezésre a centerpálya behúzható tetőszerkezete, amelyet május 17-én mutattak be a nagyközönség előtt egy Steffi Graf, Kim Clijsters, Andre Agassi és Tim Henman részvételével lezajlott bemutató mérkőzés keretében, miközben odakint esett az eső. Az új tetőt a torna során a második játékhét hétfőjén, június 29-én, Gyinara Szafina és Amélie Mauresmo negyedik körös összecsapásán kellett először igénybe venni, miután a második szett közben eleredt az eső. A mérkőzés negyvenöt percnyi szünet után folytatódhatott, s Szafina három játszmában legyőzte a 2006-os bajnokot. Ugyanezen a napon került sor az első olyan mérkőzésre, amelyet teljes egészében zárt tető alatt vívtak meg: Andy Murray 3 óra 56 perc alatt győzte le öt szettben a svájci Stanislas Wawrinkát a negyedik fordulóban. Az összecsapás – első alkalommal a centerpálya története során – jóval sötétedés után, 22 óra 38 perckor ért véget, köszönhetően a tetőre szerelt világítóberendezésnek.
A szerkezet behúzása egyébként 8-10 percig tart, s 20-30 percet vesz igénybe, amíg a szellőztetőberendezés biztosítja a megfelelő páratartalmat a zárt térben.

## Döntők

### Férfi egyes
Roger Federer –  Andy Roddick, 5–7, 7–6(6), 7–6(5), 3–6, 16–14

### Női egyes
Serena Williams –  Venus Williams, 7–6(3), 6–2

### Férfi páros
Daniel Nestor /  Nenad Zimonjić –
 Bob Bryan /  Mike Bryan, 7–6(7), 6–7(3), 7–6(3), 6–3

### Női páros
Serena Williams /  Venus Williams –  Samantha Stosur /  Rennae Stubbs, 7–6(4), 6–4

### Vegyes páros
Mark Knowles /  Anna-Lena Grönefeld –  Lijendar Pedzs /  Cara Black, 7–5, 6–3

## Juniorok

### Fiú egyéni
Andrej Kuznyecov –  Jordan Cox, 4–6, 6–2, 6–2

### Lány egyéni
Noppawan Lertcheewakarn –  Kristina Mladenovic, 3–6, 6–3, 6–1

### Fiú páros
Pierre-Hugues Herbert /  Kevin Krawietz –  Julien Obry /  Adrien Puget, 6–7(3), 6–2, 12–10

### Lány páros
Noppawan Lertcheewakarn /  Sally Peers –  Kristina Mladenovic /  Silvia Njirić, 6–1, 6–1